# Purim
Purim er en jødisk helligdag og fest. Her læses Esters rulle, hvori historien om purim bliver fortalt.

## Historien
Det fortælles, at der i Babylon i omkring år 400 fvt. boede en konge ved navn Xerxes (Akhashverosj). Han havde en jødisk hustru, Ester. På hendes tid planlagde Haman, der var den øverste minister i Perserriget, en landsomfattende jødeforfølgelse. Haman ville dræbe jøderne, fordi han en dag kom forbi en jøde og så ville jøden ikke bukke for ham, (at bukke betød det samme som at tilbede og jøderne måtte kun tilbede gud og det gik de meget højt op i). Ved at bagtale jøderne for kongen fik Haman kongens tilladelse til at udføre sin plan.
Haman kastede lod for at finde den bedst egnede dato til forfølgelsen. Resultatet blev den 13. adar. Derefter udsendte han en befaling til alle embedsmænd i hele riget om, at de den 13. adar skulle myrde alle jøder og konfiskere deres ejendele. 
Dronning Esters onkel hed Mordokaj. Han får dronningen til at gå i forbøn for jøderne hos kongen, selvom det er til fare for hans eget liv. Haman forsøger nemlig at slå ham ihjel. 
Da sagens rette sammenhæng går op for kongen, dømmer han Haman til døden. Mordokaj gør han til minister i stedet for Haman. På den måde blev jøderne reddet fra udslettelse.
Til minde om denne redning besluttede jøderne at holde en årlig fest den 14. og 15. adar . Festen blev kaldt Purim fordi "Pur" er hebræisk og betyder lod, lodtrækning.
Alt dette er nedskrevet i Esters rulle.

## Synagogen
Esters rulle læses i synagogen to gange under purim. Om aftenen og om dagen. Når oplæseren kommer til navnet Haman, bryder en øresønderrivende larm løs i synagogen. Her slår folk i borde eller tramper på gulvet. Først når der igen er ro i forsamlingen, fortsætter oplæsningen. Men når oplæseren igen kommer til Hamans navn, bryder larmen ud med fornyet styrke. Sådan fortsætter det, til hele beretningen om Ester, Mordokaj og Haman er læst. Dette sker mange gange eftersom Hamans navn læses op omkring 20 gange.

## Festmåltidet
En gammel skik siger, at man ved festmåltidet purim-aften skal drikke vin, til man ikke længere kan skelne mellem sætningerne "Velsignet være Mordokaj!" og "Forbandet være Haman!" Det nyder børnene, at forældrene denne ene dag om året ikke har tjek på, hvad deres børn foretager sig. Til festmåltidet tilhører der også en kage kaldet homentaschen ("Hamans lommer").

## Gaver til de fattige
Allerede i Esters Bog står der, at purim skal fejres med at give gaver. Glæden over, at det jødiske folk har overlevet alle udryddelsesforsøg indtil i dag, fordi Guds hånd har været over Hans udvalgte folk, skal vise sig i gavmildhed. Derfor er det skik at give gaver både til familie og venner og til velgørene formål. Det er et grundprincip i fejringen af de jødiske fester, at man skal tænke på de fattige. Men i forbindelse med Purim lægges der ekstra vægt på velgørenhed.